# Michael Windey
Michael A. Windey, né le 28 avril 1921 à Buggenhout (Belgique) et mort le 20 septembre 2009 à Heverlee (Belgique), était un prêtre jésuite belge, missionnaire en Inde. Fondateur de l’institut social de Ranchi il est surtout connu pour être le fondateur et animateur principal de la « Village reconstruction organization » [VRO].

## Biographie

### Jeunesse et formation
Quatrième d’une fratrie de douze enfants Michel est né à Buggenhout, une petite ville de Flandre orientale en Belgique. Ses études secondaires terminées il entre au noviciat jésuite le 23 septembre 1938. Deux de ses frères seront également jésuites, et trois sœurs seront religieuses.   
En 1946, Windey part en Inde, réalisant ainsi un profond désir missionnaire. Le pays est alors à quelques mois de son indépendance (1947) et les temps sont troubles et difficiles. Le jeune jésuite fait ses études de théologie au théologat jésuite de Kurseong où il est ordonné prêtre le 28 novembre 1950 par Mgr Perier, archevêque de Calcutta.
Il enseigne quelque temps l’histoire aux facultés universitaires Saint-Xavier de Ranchi et fait son Troisième An, à Kodaikanal, en Inde du Sud. Après des études de sciences sociales (1954-1955) à l’université d’Allahabad il fait sa profession religieuse définitive le 2 février 1956.   Deux ans (1959-1960) à La Haye (Pays-Bas) complètent sa formation en Sciences sociales.

### Carrière
De retour à Ranchi, Michael enseigne les sciences sociales aux facultés Saint-Xavier. En 1955 il y avait fondé l’Institut social, le ‘Xavier Institute of Social Service’ [XISS], dont il fut le premier directeur.  Il est également engagé dans la direction des congrégations mariales.

### Au Bihar
La famine qui ravage le Bihar en 1966-1967 est un tournant dans sa vie. Son institut social collabore étroitement avec le politicien indien Jayaprakash Narayan (1902-1979) dans l’aide aux victimes. Mais, de plus, avec ses étudiants il se lance dans un travail d’enquêtes sociales sur l'impact des catastrophes naturelles dans les régions rurales éloignées. Cela lui donne une base scientifique solide pour les premières activités de la ‘Village Reconstruction Organization’ [VRO].
Son inspiration lui vient du Mahatma Gandhi qui insistait sur l’importance des villages pour le développement du pays entier.  Il partage d’ailleurs la philosophie non-violente et le style de vie ascétique de la ‘Grande âme’, portant les mêmes vêtements traditionnels de lin blanc, se contentant d’un peu de riz et vivant proche des pauvres. 

### En Andhra Pradesh
Les inondations qui ravagent en 1969 la région de Guntur, en Andhra Pradesh, déplacent le champ d’activités du père Windey. En 1971 il renonce à sa carrière d’enseignant universitaire et se donne entièrement à la ‘reconstruction de villages’. Il est reconnu comme le fondateur de la ‘Village Reconstruction Organization’ [VRO].  
Des villages détruits par des catastrophes naturelles sont reconstruits avec l’aide de la VRO : des villages nouveaux, avec des maisons en pierre et une infrastructure communautaire de base (écoles et dispensaires ouverts à tous, sans distinction de caste). L’originalité se trouve dans l’aspect communautaire de l’entreprise. Les villageois participent ensemble à la reconstruction de toutes les maisons, indistinctement. Ce n’est qu’à la fin du projet que les habitations sont attribuées, par lot, aux familles. 
Avec l’aide de bienfaiteurs et volontaires indiens et étrangers, la VRO a développé son champ d’action dans d’autres États de l’Union indienne, toujours avec la même philosophie d’unité et solidarité villageoise : les villages sont des communautés humaines responsables de leur propre développement et avenir, sans distinction de religion ou caste. Les écoles dispensent une éducation pour tous et les soins de santé de base sont accessibles à tous.
En 2008 des problèmes de santé contraignent le père Windey – il a 87 ans – à rentrer en Belgique. Il meurt le 20 septembre 2009, dans la maison de soins jésuite d’Heverlee, près de Louvain.  

## Reconnaissance publique
Le père Windey a reçu plusieurs prix nationaux et internationaux 
- en 1982, le ‘National Gandhi Award’ (Inde)
- en 1994, le prix ‘International Man of the Year’ (Cambridge, États-Unis)
- en 2003, le ‘Global dialogue peace award’ (Zug, Suisse)
- en 2005, il est fait chevalier de l’Ordre de Léopold’ (Belgique)